# Esther González
Esther González (født 8. december 1992) er en kvindelig spansk fodboldspiller, der spiller angreb for Real Madrid i Primera División og Spaniens kvindefodboldlandshold. Hun har tidligere spillet for Atlético de Madrid, Sporting de Huelva og Levante.
Hun fik sin officielle debut på det spanske landshold i 5. marts 2016 mod Rumænien. González blev første gang udtaget til EM i fodbold 2017 i Holland. Hun blev ligeledes udtaget til landstræner Jorge Vildas officielle trup mod EM i fodbold for kvinder 2022 i England.